# Astragalus oocarpus
Astragalus oocarpus es una  especie de planta herbácea perteneciente a la familia de las leguminosas. Es originaria de Estados Unidos

## Distribución y hábitat
Es una planta herbácea perennifolia originaria de  Estados Unidos donde es endémica del sur de California, donde se conoce sólo de las Sierras Peninsulares del Condado de San Diego. Su área de distribución se puede extender hacia el norte en el condado de Riverside. Se trata de una planta de chaparral en las laderas y bosques de las montañas.

## Descripción
Es una hierba perenne que se produce en posición vertical con tallos erectos huecos de hasta 1,3 metros de altura. Las hojas miden  hasta 17 centímetros de largo y se componen de foliolos en forma de lanza donde cada uno es de hasta 3 centímetros de longitud. El tallo y las hojas son en su mayoría glabros.
La inflorescencia lleva hasta 75 flores de color crema, cada una de entre 1 y 2 centímetros de longitud. El fruto es una inflada legumbre de 1,5 a 2,5 centímetros de largo que se seca con una textura parecida al papel rígido.

## Taxonomía
Astragalus oocarpus fue descrita por  Asa Gray y publicado en Proceedings of the American Academy of Arts and Sciences 6: 213. 1864.
Etimología
Astragalus: nombre genérico derivado del griego clásico άστράγαλος y luego del Latín astrăgălus aplicado ya en la antigüedad, entre otras cosas, a algunas plantas de la familia Fabaceae, debido a la forma cúbica de sus semillas parecidas a un hueso del pie.
oocarpus: epíteto
Sinonimia
- Astragalus crotalariae Sensu Torr.
- Phaca oocarpa (A.Gray) Rydb.
- Tragacantha oocarpa (A.Gray) Kuntze[5]